# Michael Werlin

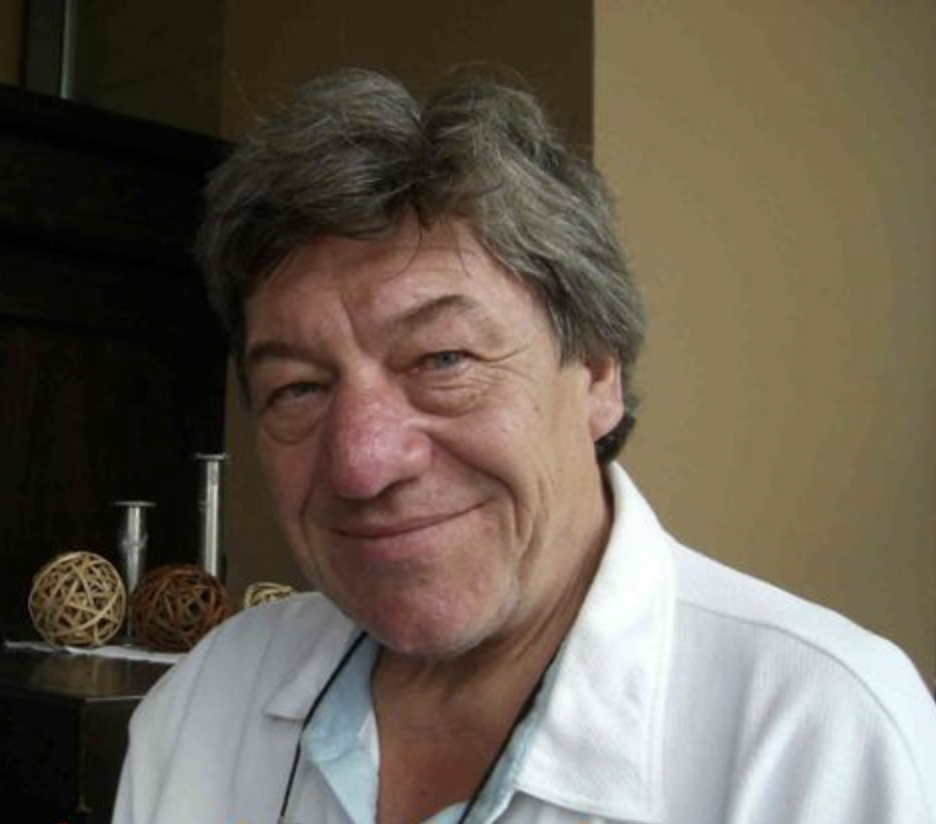
Michael Werlin beim Drombuschs-Fantreffen 2010

Michael Werlin (* 22. April 1947 in Berlin-Reinickendorf als Gerd-Michael Meyer) ist ein deutscher Fernsehregisseur und Drehbuchautor.

## Biografie
Seine Eltern waren Ruth Meyer und der Film- und Fernsehregisseur Otto Meyer (Alle meine Tiere). Sein Bruder Martin Meyer arbeitet als Kameramann. Nach dem Abitur an der Droste-Hülshoff-Schule in Berlin-Zehlendorf absolvierte er 1967 ein Cutter-Praktikum bei der Arbeitsgemeinschaft zur Nachwuchsförderung für Film und Fernsehen im Berliner-Union-Film-Kopierwerk und der Schnitt-Abteilung des SFB.
Von 1968 bis 1979 war er als Regieassistent beim Theater, Film und Fernsehen tätig. Von 1974 bis 1980 arbeitete Meyer eng mit dem Regisseur Wolfgang Staudte zusammen. In dieser Zeit entstanden unter anderem drei Filme der ARD-Krimi-Reihe Tatort, die Familien-Serie MS Franziska und die historische Serie Der eiserne Gustav. Danach war er bei der Entstehung des Spielfilms Zwischengleis tätig. Außerdem war er an der deutschen Synchronisation des Stanley Kubrick-Thrillers Shining beteiligt.
Ab 1980 arbeitete er dann als Regisseur an 26 Folgen der Serie Drei Damen vom Grill sowie an den Reihen Berliner Weiße mit Schuss, Eurocops, Ein Fall für zwei.
1985 wurde Michael Meyer durch den Schauspieler Günter Strack als Regisseur für die ZDF-Serie Diese Drombuschs vorgeschlagen. Unter seiner Verantwortung erreichten Diese Drombuschs Einschaltquoten von über 20 Millionen Zuschauern und fast 65 % Sehbeteiligung pro Sendung. Mit ihm als Regisseur entstanden die Staffeln 3 und 4, das heißt 15 Episoden (9 Folgen zu je 60 Minuten und 6 Folgen zu je 90 Minuten). Nach über drei Jahren fast ausschließlicher Beschäftigung mit den Drombuschs entschied er sich nach der 4. Staffel am 1. August 1989 seine Regie-Arbeit an der Serie zu beenden.
Bei den sich 1990 anschließenden Dreharbeiten zu der ARD-Serie Moselbrück lernte Michael Meyer seine zukünftige Ehefrau, die Schauspielerin Iris Werlin, kennen, deren Namen er mit der Hochzeit annahm. Aus der Ehe ging 1992 die gemeinsame Tochter Gina hervor. Im Jahre 2004 trennte das Paar seine Lebensräume, blieb aber weiterhin verheiratet.
In den folgenden Jahren arbeitete Michael Werlin für Doppelter Einsatz und Dr. Stefan Frank – Der Arzt, dem die Frauen vertrauen, Für alle Fälle Stefanie, Küstenwache und für 75 Folgen der Schwarzwald-Serie Die Fallers.
Im Januar 2020 war Werlin in der Talkshow Trotha trifft… zu Gast.
Die Fortsetzung seiner Karriere als Drehbuchautor scheiterte vorerst an „Rechte-Problemen“ (Sau tot von Walter Wolter).
Michael Werlin lebt in Berlin.

## Filmografie

### Arbeiten als Regisseur
- 1979–1980 – Freundinnen – TV-Reihe – 2 Folgen – ARD
- 1981 – Wir sind die Kinder, die alles durften – Dokumentation – ARD
- 1982–1983 – Christian und Christiane – TV-Serie – 14 Folgen – ARD
- 1982 – Gefühl und Härte, made in Berlin – Dokumentation – ARD
- 1982–1983 – Rummelplatzgeschichten – TV-Reihe – 7 Folgen – ARD
- 1983 – Bitte recht amtlich – TV-Reihe – 8 Folgen – WDR
- 1983–2002 – Ein Fall für zwei – TV-Serie – 11 Folgen – ZDF
- 1984 – Detektivbüro Roth – TV-Serie – 3 Folgen – ARD
- 1984–1985 – Drei Damen vom Grill – TV-Serie – 2 Staffeln – 26 Folgen – ARD
- 1984–1985 – Lauter Glückspilze – TV-Reihe – 2 Folgen – ARD
- 1985 – Der Prins muss her – TV-Serie – 3 Folgen – ARD
- 1986 – Der Junge mit dem Jeep – TV-Film – ZDF
- 1986–1989 – Diese Drombuschs – TV-Serie – 2 Staffeln -15 Folgen – ZDF
- 1987–1988 – Eurocops – TV-Serie – 2 Folgen – ZDF
- 1989–1990 – Moselbrück – TV-Serie – 2 Staffeln -16 Folgen – ARD
- 1991 – Hecht und Haie – TV-Serie – 6 Folgen – ARD
- 1992–1993 – Alles Glück dieser Erde – TV-Serie – 13 Folgen – ARD
- 1993–1994 – Berliner Weiße mit Schuss – TV-Reihe – 2 Folgen – ZDF
- 1994–1995 – Schlag weiter kleines Kinderherz – TV-Film – RTL
- 1995 – Doppelter Einsatz – TV-Serie – 5 Folgen – RTL
- 1996 – Dr. Stefan Frank – Der Arzt, dem die Frauen vertrauen – TV-Reihe – 6 Folgen – RTL
- 1997 – Anitas Welt – Sitcom – 5 Folgen – ZDF
- 1997–2005 – Die Fallers – TV-Serie – 75 Folgen – SWR
- 1998–1999 – Im Visier der Zielfahnder – TV-Serie – 3 Folgen – Sat 1
- 1999–2001 – Für alle Fälle Stefanie – TV-Reihe – 11 Folgen – Sat 1
- 2000 – Küstenwache – TV-Serie – 1 Folge – ZDF
- 2001 – Mannezimmer – Sitcom – 3 Folgen – SF DRS

### Arbeiten als Regieassistent
- 1968 – Flohmarkt – Antiquitäten-Quiz – SFB – Regisseur Otto Meyer
- 1968 – Finke & Co. Serie – ZDF – Regisseur Otto Meyer
- 1968–1969 – Blick zurück im Film – Portrait-Serie – ZDF – Regisseur Otto Meyer
- 1968 – Das große Haus – Schiller-Theater Dokumentation – SFB – Regisseur Otto Meyer
- 1968 – Werbespot für Bier – Regisseur Otto Meyer
- 1968 – Marinemeuterei 1917 – TV-Film – ZDF – Regisseur Hermann Kugelstadt:
- 1969 – Emil Jannings – Portrait-Sendung – ZDF – Regisseur Otto Meyer
- 1969 – Der Schelm von Istanbul – TV-Film – ZDF – Regisseur Otto Meyer
- 1969 – Schatzgräbergeschichte – TV-Film – ZDF – Regisseur Otto Meyer
- 1969 – Barbara und die Müllabfuhr – TV-Film – SFB – Regisseur Franz Marischka
- 1969 – Werbespots für Milch / ESSO / Winterreifen – Regisseur Fritz W. Schlüter
- 1970 – Bei Hubert hat’s gefunkt – TV-Film – SFB – Regisseur Jochen Wiedermann
- 1970 – Sie darf es nie erfahren / Die Aufklärung – TV-Film – SFB – Regisseur Ralph Lothar
- 1970 – Am Samstag um vier – Musik-Revue – SFB – Regisseur Hans Heinrich
- 1970 – Von uns für Sie – Silvester-Show – ZDF – Regisseur Ferry Olsen
- 1970 – Leierkastenballade – TV-Film – SFB – Regisseur Hans Georg Thiemt
- 1970 – Katzenzungen – Theater-Stück – Hebbel-Theater, Berlin – Regisseur Gerd Vespermann
- 1970–1971 – Tanzcafe – Musik-Serie – ZDF – Regisseur Otto Meyer
- 1971 – Das Gartenhaus – TV-Film – SFB – Regisseur Hagen Müller-Stahl
- 1971 – Spielen ist unsere Welt – Musik-Revue – ZDF – Regisseur Wolfgang Schleif
- 1971 – Wo man singt – Musik-Revue – ZDF – Regisseur Otto Meyer
- 1971 – Sprungbrett – TV-Serie – ZDF – Regisseur Otto Meyer
- 1972 – Oldtimer – Musik-Revue – ZDF – Regisseur Otto Meyer
- 1972 – Patienten – TV-Serie – ZDF – Regisseur Bernd Grote
- 1972 – Eierbrötchen für den Chef – TV-Film – SFB – Regisseur Rolf Henninger
- 1972 – Finito L’Amor – TV-Film – ZDF – Regisseur Peter Beauvais
- 1972 – Im Reservat – TV-Film – ZDF – Regisseur Peter Beauvais
- 1972–1973 – Hauptsache die Kohlen Stimmen – TV-Serie – ZDF – Regisseur Otto Meyer
- 1973 – Das schöne Lied – Musik-Revue – ZDF – Regisseur Otto Meyer
- 1973 – Die Gräfin von Rathenow – TV-Film – ZDF – Regisseur Peter Beauvais
- 1973 – Der Unfall / Erzähl mir von Rimini – TV-Film – ZDF Regisseur Siegfried W. Braun
- 1974 – Rappelkiste – TV-Serie – ZDF – Regisseur Thomas Draeger
- 1974 – Kommissariat 9 – TV-Serie – SFB – Regisseur Wolfgang Staudte
- 1974–1975 – Ein neuer Start – TV-Serie – SFB – Regisseur Manfred Seide
- 1975 – Tatort – TV-Reihe – Folge: „Mordgedanken“ – NDR – Regisseur Bruno Jantoss
- 1975 – 5 Zimmer Altbauwohnung – TV-Film – WDR – Regisseur Herbert Ballmann
- 1976 – So leben wir alle Tage – Musik-Revue – ZDF – Regisseur Otto Meyer
- 1976 – Den lieben langen Tag – TV-Serie – ZDF – Regisseur Lutz Büscher
- 1976 – Sonderdezernat K-1 – TV-Serie – NDR – Regisseur Alfred Weidenmann
- 1976–1977 – MS Franziska – TV-Serie – SWF 1977 – Feuerwasser – TV-Film – ZDF – Regisseur Wolfgang Staudte
- 1977 – Kommissariat 9 – TV-Serie – SFB – Regisseur Wolfgang Schleif
- 1977 – Feuerwasser – TV-Film – ZDF – Regisseur Wolfgang Staudte
- 1978–1979 – Der eiserne Gustav – TV-Serie – SWF – Regisseur Wolfgang Staudte
- 1978 – Tatort – TV-Reihe – Folge: „Die Kugel im Leib“ – WDR – Regisseur Wolfgang Staudte
- 1978 – Zwischengleis – Kino-Film – Regisseur Wolfgang Staudte
- 1979 – Tatort – TV-Reihe – Folge: „Schussfahrt“ – WDR – Regisseur Wolfgang Staudte
- 1980 – Tatort – TV-Reihe – Folge: „Schönes Wochenende“ – WDR – Regisseur Wolfgang Staudte
- 1980 – Shining – Synchronisation des Kino-Filmes – Regisseur Wolfgang Staudte